# Miss Suomi
Miss Suomi (Miss Finland) is de nationale missverkiezing van Finland. De wedstrijd werd een eerste maal gehouden in 1931. Sindsdien ging ze enkel tijdens de oorlogsjaren 1939-1944 niet door. Uit de finalisten worden de Finse kandidates voor Miss World, Miss Europa, Miss Scandinavia en Miss Baltic Sea.

## Winnaressen
| Jaar | Winnares          |  | Jaar | Winnares              |  | Jaar | Winnares            |  | Jaar | Winnares        |  | Jaar | Winnares             |  |
| ---- | ----------------- |  | ---- | --------------------- |  | ---- | ------------------- |  | ---- | --------------- |  | ---- | -------------------- |  |
|      |                   |  |      |                       |  |      |                     |  | 2011 | Pia Pakarinen   |  | 2010 | Viivi Pumpanen       |  |
| 2009 | Essi Pöysti       |  | 2008 | Satu Tuomisto         |  | 2007 | Noora Hautakangas   |  | 2006 | Ninni Laaksonen |  | 2005 | Hanna Ek             |  |
| 2004 | Mira Salo         |  | 2003 | Anna Strömberg        |  | 2002 | Janette Broman      |  | 2001 | Heidi Willman   |  | 2000 | Suvi Miinala         |  |
| 1999 | Vanessa Forsman   |  | 1998 | Jonna Kauppila        |  | 1997 | Karita Tuomola      |  | 1996 | Lola Odusoga    |  | 1995 | Heli Pirhonen        |  |
| 1994 | Henna Meriläinen  |  | 1993 | Tarja Smura           |  | 1992 | Kirsi Syrjänen      |  | 1991 | Tanja Vienonen  |  | 1990 | Tiina Vierto         |  |
| 1989 | Åsa Maria Lövdahl |  | 1988 | Nina Björnström       |  | 1987 | Outi Tanhuanpää     |  | 1986 | Tuula Polvi     |  | 1985 | Marja Kinnunen       |  |
| 1984 | Anna-Liisa Tilus  |  | 1983 | Nina Rekola           |  | 1982 | Sari Aspholm        |  | 1981 | Merja Varvikko  |  | 1980 | Sirpa Viljamaa       |  |
| 1979 | Päivi Uitto       |  | 1978 | Seija Paakkola        |  | 1977 | Armi Aavikko        |  | 1976 | Suvi Lukkarinen |  | 1975 | Anne-Marie Pohtamo   |  |
| 1974 | Johanna Raunio    |  | 1973 | Raija Stark           |  | 1972 | Maj-Len Eriksson    |  | 1971 | Pirjo Laitila   |  | 1970 | Ursula Rainio        |  |
| 1969 | Harriet Eriksson  |  | 1968 | Leena Brusiin         |  | 1967 | Ritva Lehto         |  | 1966 | Satu Östring    |  | 1965 | Virpi Miettinen      |  |
| 1964 | Sirpa Suosmaa     |  | 1963 | Marja-Liisa Ståhlberg |  | 1962 | Kaarina Leskinen    |  | 1961 | Ritva Wächter   |  | 1960 | Tarja Nurmi          |  |
| 1959 | Tarja Nurmi       |  | 1958 | Pirkko Mannola        |  | 1957 | Marita Lindahl      |  | 1956 | Sirpa Koivu     |  | 1955 | Inga-Britt Söderberg |  |
| 1954 | Yvonne de Bruyn   |  | 1953 | Marja-Riitta Tuomaala |  | 1952 | Eeva Hellas         |  | 1951 | "               |  | 1950 | Hilkka Ruuska        |  |
| 1949 | "                 |  | 1948 | Terttu Nyman          |  | 1947 | Anna-Liisa Leppänen |  | 1946 | Anja Kola       |  | 1945 | Irja Alho            |  |
| 1944 | -                 |  | 1943 | -                     |  | 1942 | -                   |  | 1941 | -               |  | 1940 | -                    |  |
| 1939 | -                 |  | 1938 | Sirkka Salonen        |  | 1937 | Margaretha Huldin   |  | 1936 | Irma Streng     |  | 1935 | Terttu Lyytikäinen   |  |
| 1934 | Anna-Lisa Fahler  |  | 1933 | Ester Toivonen        |  | 1932 | Maija Nissinen      |  | 1931 | Ranghild Nyholm |  |      |                      |  |